# Lin Yi-hsiung

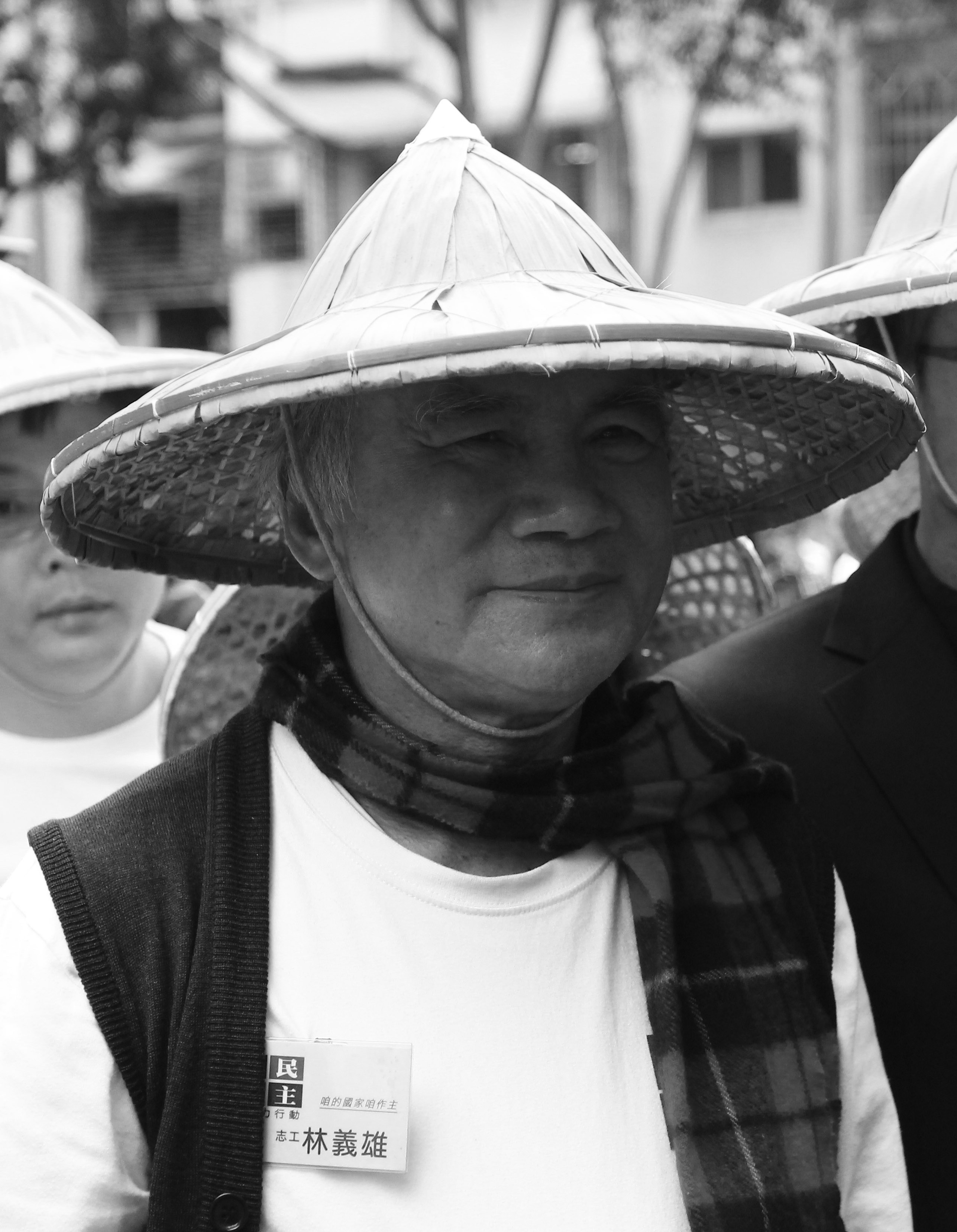
Lin Yi-hsiung während eines Protests gegen Atomkraft (2014)

Lin Yi-hsiung (chinesisch 林義雄, Pinyin Lín Yìxióng; * 24. August 1941 in der Gemeinde Wujie, Landkreis Ilan, Taiwan) ist ein ehemaliger Politiker und Vorsitzender der Demokratischen Fortschrittspartei (DPP) Taiwans. In den 1970er Jahren engagierte er sich in der Dangwai-Bewegung, die sich gegen die Einparteiendiktatur der Kuomintang-Regierung wandte und wurde im Anschluss an den Kaohsiung-Vorfall zu einer Haftstrafe von 12 Jahren verurteilt.

## Frühe politische Betätigung
Nach Abschluss seines Jurastudiums an der Nationaluniversität Taiwan (1964) wurde Lin Anwalt. Er kam mit der Politik in Berührung, als er 1976 als Anwalt für den Oppositionellen Kuo Yu-hsin tätig wurde, der die Regierungspartei Kuomintang wegen Wahlbetrugs verklagt hatte. 1977 wurde Lin in Kuos ehemaligem Wahlkreis Ilan in die taiwanische Provinzversammlung gewählt.
1979 beteiligte sich Lin an der neugegründeten oppositionellen Zeitschrift "Formosa". Nach einer von der Zeitschrift organisierten prodemokratischen Kundgebung und Zusammenstößen mit der Polizei am 10. Dezember 1979, dem Kaohsiung-Vorfall, wurde Lin zusammen mit weiteren prominenten Dissidenten (gemeinsam die "Acht von Kaohsiung" genannt) verhaftet und im April 1980 von einem Militärgericht zu einer Freiheitsstrafe von 12 Jahren verurteilt.

## Morde an der Familie Lin
Als Lin Yi-hsiung im Gefängnis misshandelt wurde, richtete seine Frau, die ihn besucht hatte, am 27. Februar 1980 einen Hilferuf an das Büro der Organisation Amnesty International in Ōsaka. Am nächsten Tag wurden Lins Mutter und seine zwei sieben Jahre alten Zwillingstöchter in ihrer Wohnung von Unbekannten erstochen. Lins älteste Tochter Lin Ting-chun (林亭均), zu dieser Zeit neun Jahre alt, überlebte das Massaker, von sechs Messerstichen verletzt. Auch Lins Frau, die zur Zeit der Tat nicht zu Hause war, entging dem Anschlag. Die Behörden gaben an, nichts über den Tathergang zu wissen, obwohl das Haus der Familie zum Zeitpunkt der Tat unter 24-stündiger polizeilicher Überwachung stand.
Die Morde an der Familie Lin, über die sowohl in Taiwan als auch im Ausland berichtet wurde, riefen Bitterkeit und Empörung hervor.

## Studienaufenthalte und politische Karriere
1984 wurde Lin auf Bewährung freigelassen und begab sich in die USA, wo er sich an der Harvard University einschrieb und 1987 einen Mastertitel im Fach Öffentliche Verwaltung erwarb. Es folgten Studienaufenthalte an den Universitäten von Cambridge und Tsukuba (Japan).
1989 kehrte Lin nach Taiwan zurück und gründete die Chilin-Stiftung für politische Bildung. Gemeinsam mit Shih Ming-teh und Hsu Hsin-liang organisierte er 1992 eine Kampagne, in der die direkte und freie Wahl des Präsidenten Taiwans gefordert wurde. 1994 trat er in die Demokratische Fortschrittspartei (DPP) ein und nahm 1995 an den parteiinternen Vorwahlen zur Bestimmung ihres Kandidaten für die Präsidentenwahl 1996 teil, konnte sich jedoch nicht durchsetzen.
1998 wurde Lin zum 8. DPP-Parteivorsitzenden gewählt und unterstützte den DPP-Kandidaten Chen Shui-bian bei der Präsidentenwahl 2000. Nachdem Chen im Mai 2000 zum Präsidenten gewählt worden war, zog sich Lin von seinem Amt als Parteivorsitzender zurück, indem er in Anlehnung an ein Gedicht von Robert Frost erklärte, er wolle "lieber die weniger begangenen Wege gehen".

## Parteiaustritt
Bei der Wahl des Vorsitzenden der DPP im Januar 2006 unterstützte Lin die Kandidatin Wong Chin-chu, die innerparteiliche Reformen anstrebte. Wong konnte nur weniger als 10 % der Stimmen auf sich vereinigen und unterlag damit deutlich dem von Präsident Chen favorisierten Kandidaten You Si-kun. Nur wenige Tage später verkündete Lin seinen Austritt aus der DPP. Er kritisierte, dass sich die Partei zuletzt nur noch in inneren Grabenkämpfen verstrickt habe und die nationalen Wahlen nur zur Vertiefung des Gegensatzes zwischen den Volksgruppen auf Taiwan geführt hätten. Er sehe deshalb keinen Sinn darin, in der Partei zu verbleiben, geschweige denn in irgendwelchen Funktionen für die Partei tätig zu werden.
Dennoch unterstützte Lin als Parteiloser auch weiterhin ehemalige Parteigenossen, wie zum Beispiel Frank Hsieh und Chen Chu in den Bürgermeisterwahlkämpfen für Taipeh bzw. Kaohsiung im Jahr 2006 sowie Tsai Ing-wen, die DPP-Kandidatin in der Präsidentenwahl 2012, da die DPP seiner Meinung nach immer noch die fortschrittlichste Partei in Taiwan sei.

## Engagement gegen Kernkraft
Seit den 1990er Jahren engagiert sich Lin Yi-hsiung in Bürgerbewegungen gegen Kernkraft. Wiederholt beteiligte er sich an Demonstrationen gegen das umstrittene taiwanische Kernkraftwerk Nummer 4 und forderte einen Bürgerentscheid zur Frage der Inbetriebnahme des Kraftwerks. Am 22. April 2014 trat Lin in einen einwöchigen Hungerstreik, den er nach der Ankündigung der Regierung, den Bau des Kraftwerks vorerst zu stoppen, beendete.